# Мартин Пенев
Мартин Пенев е български футболист, централен защитник, десен защитник, дефанзивен халф. Състезател на ФК Сливнишки герой (Сливница), с който се състезава в Западната „Б“ ПФГ.
През 2010 година играе с екипа на Доростол (Силистра), но поради финасовият колапс в клуба разтрогва с тима през 2011 година и напуска отбора.
Състезавал се е в отборите на ПФК Етър 1924 (Велико Търново), Видима-Раковски (Севлиево), Локомотив (Горна Оряховица), Ботев-Бали (Дебелец) и в отбор от Кипър. Бил е част от юношеския национален отбор до 17 г.